# 後宮
後宮泛指一夫多妻制的國家中君主、貴族之妻妾於皇宮、貴族府第的住處，後來又借指后妃（妃嬪）。為了保持後宮女性的貞潔，後宮一般禁止君主、宅第主人，及其幼年后嗣之外的男性進入，職務多由女官、宮女擔任，如需要男性僕役則以閹人（宦官）擔當。

## 東亞

### 中國後宮
古代帝王對應星象天廷將王后寢宮稱為後宮，也就是北極四，並不包括勾陳六星所對應王妃宮。後來反而不包括同體天王正位宮闈的皇后寑宮中宮，而專指妃嬪寢宮或再加上紫微垣其他相關職務如陰德二星、御女四星等。
中国的後宮在宮廷之内，是天子家庭生活的場所，也是皇后以下之妃嬪之寢宮所在。後宮內勞動職務由女官與宦官負責。
以唐代制度為例，後宮之職官由内官（妃嬪）、宮官（女官）、内侍省（宦官）三部門構成。内官即妃嬪，分為四夫人（貴妃、淑妃、德妃、賢妃。正一品、每一妃皆一人）、九嬪（昭儀、昭容、昭媛、修儀、修容、修媛、充儀、充容、充媛。正二品，每一嬪皆一人）、二十七世婦（婕妤、美人、才人。正三品～正五品，每一婦皆九人）、八十一御妻（宝林、御女、采女。正六品～正八品，每一妻皆二十七人）。正六品以下之宮官則是負責宮中内職務的女官，分為「六尚」：尚宮（總務的工作）、尚儀（掌管礼樂）、尚服（掌管衣服）、尚食（掌管食物）、尚寝（掌管居住空間）、尚功（掌管工藝）。另置宮正，取締後宮內違規者。内侍省則由宦官主理。
明、清后以“三宫六院”来指代内廷。皇城故宫内以乾清门为界，南为外朝，北为内廷。“三宫”即指内廷中路的乾清宫、交泰殿、坤宁宫，又称“后三宫”。“六院”是“东路六宫（东宫）”和“西路六宫（西宫）”的总称，因各宫均为庭院格局建筑，故总称为“六院”。“东路六宫”又称为“东宫”，即：延禧宫、景仁宫、承乾宫、钟粹宫、景阳宫、永和宫。“西路六宫”又称为“西宫”，即：储秀宫、翊坤宫、永寿宫、长春宫、咸福宫、啟祥宮。
“内廷”即是皇帝与其后妃们起居生活的地方，代指后宫。

### 日本後宮
日本從大宝律令起的「後宮官員令」（養老律令後改稱「後宮職員令」）定下後宮十二司的制度，當時宮中設置七殿五舍，後世就把七殿五舍作為後宮之代稱。

#### 律令規定
- 皇后
- 妃（/）：2名以内，須為四品以上之内親王。
- 夫人（/）：3名以内，三位以上公卿之女。
- 嬪（/）：4名以内，五位以上貴族之女。

#### 平安時代以後出現的位號
- 中宮：本来是皇后的別称。後來立多於一名皇后，就以中宮稱等同於天皇之平妻。上皇退位後所迎娶之正室亦稱為中宮。
- 女御：本来是嬪的別称，後來成為僅次於皇后、中宮之妃嬪位號。
- 更衣：本来是「便殿」的女官，後來因為常於天皇寝室侍寢，於是改為妃嬪。
- 御息所（みやすんどころ）：本来「御息所」為對女官之稱呼，後來因為御息所常被天皇寵幸，於是成為更衣以下妃嬪之稱呼。後來又轉為指受天皇寵幸的女官以及稱呼皇太子、親王之妻妾。
- 御匣殿（みくしげどの）：负责缝制、藏放天皇衣物的女官机构，该机构长官称为御匣殿别当，同时御匣殿也是贞观殿别称。后期御匣殿也成为天皇妃嫔的称号之一，如藤原道隆的四女进入一条天皇的后宫之后就被称做御匣殿。
- 尚侍（ないしのかみ）：参照内侍司。

### 琉球後宮
琉球國時代，國王正妻稱為王妃，嬪御分為夫人、妻兩等，另有女官。

### 朝鮮後宮
朝鮮王朝的後宮據《經国大典》載，分為嬪（빈，正一品）、貴人（귀인，從一品）、昭儀（소의，正二品）、淑儀（숙의，從二品），昭容（소용，正三品）、淑容（숙용，從三品）、昭媛（소원，正四品）、淑媛（숙원，從四品）。正五品以
下為承恩尚宮（승은상궁）：又稱特別尚宮（특별상궁），宮女被國王寵幸後，往往不會立即被封為後宮，而是先封為承恩尚宮，直接聽命於王妃，地位高於提調尚宮。
從事職務的女官則稱為尚宮（상궁），尚宮以下有內人。

### 越南後宮
越南阮朝時代，國王正妻在世時不可稱為皇后，除阮世祖嘉隆帝正妻承天高皇后及末皇帝保大帝正妻南芳皇后外。其後宮品階分為皇貴妃（Hoàng quý phi），一階妃（Nhất giai phi），二階妃（Nhị giai phi），三階嬪（Tam giai tần），四階嬪（Tứ giai tần），五階嬪（Ngũ giai tần），六階婕妤（Lục giai Tiệp dư），七階貴人（Thất giai Quý nhân），八階美人（Bát giai Mỹ nhân），九階才人（Cửu giai Tài nhân）。

## 伊斯蘭世界
伊斯蘭世界的後宮（حرم）本義為禁止之地，神圣密室。

### 奧斯曼帝國
奧斯曼帝國時期，蘇丹的後宮，等級秩序嚴謹，以在位蘇丹的母親（稱蘇丹皇太后）地位最高並擁有絕對的權力，有部分蘇丹皇太后甚至能代替蘇丹本身執掌國政。初期，蘇丹的正室稱蘇丹夫人，其之下為可敦，可敦之下為的庶妃，有御妻、幸人（土耳其語：Ikbal））、睞人（土耳其語：Gözde）等庶妃。自17世紀起廢除蘇丹夫人及可敦稱號，蘇丹正室改稱皇后，人數可多於一人，還可擁有多位妃、御妻、幸人或睞人。除非得到蘇丹特許，可敦或妃以下的各級庶妃皆不可在蘇丹面前坐在椅子上，她們只能鋪上坐墊席地而坐。
此外，後宮中還有多名不同等級、職務的宮女和女官，她們有機會獲蘇丹寵幸，獲蘇丹寵幸的宮女稱為寵宮人（土耳其語：Has odalık）。有些會被封為睞人或幸人，晉身妃嬪行列。幸人生育皇子後則升為御妻。

## 流行文化延伸
由于一男独有多女关系的特征，流行文化作品中，也存在类似的，多名女性角色对一名男性主角持有好感或恋爱关系的，几乎没有其他男性角色介入的作品类型，由于类似后宫的男女关系特征，所以也以“后宫”来称呼这类作品
。